# Dan Anton Johansen
Dan Anton Johansen (født 13. august 1979) er en dansk fodboldspiller, som senest spillede som amatør for Hvidovre Idrætsforening.
Da han kom til Viborg i 2008, aftalte parterne, at Dan Anton kunne forlade klubben i sommeren 2009, hvis det ikke lykkedes at rykke op i Superligaen.
Efter Viborg havde han svært ved at finde en klub i Superligaen, og han holdt sig i gang som amatør hos Hvidovre IF. Her fik han debut 6. september 2009, da han blev indskiftet efter 15 minutter i kampen mod FC Vestsjælland.
Han spillede 1995 – 2001 46 landskampe for forskellige ungdomslandshold.